# Famille Valaresso
 (juillet 2024).
La famille Valaresso est une famille patricienne de Venise.

## Historique
La famille descendrait d'une famille romaine d'un autre nom, envoyée en colonie par l'empereur Dioclétien à Salone, pour l'anoblir par le mélange du sang romain avec celui de ses habitants. Quelques siècles plus tard elle se transféra elle-même à Venise, dès les premiers temps de la fondation de la République.
Elle a toujours fait partie des maisons nobles.
Zaccaria est procurateur de Saint-Marc[Quand ?], ainsi que quelques autres membres de cette famille.
Alvise Valaresso, capitaine de la ville de Padoue du 20 juillet 1631 au 19 décembre 1632, y 
a participé à l'endiguement de l'épidémie de peste de 1630 en imposant des dispositions sanitaires énergiques qui ont sorti la ville de l'urgence, et a contribué à l'assainissement des finances locales ; en son honneur, l'arc de triomphe Valaresso est construit à Padoue en 1632.

## Armes

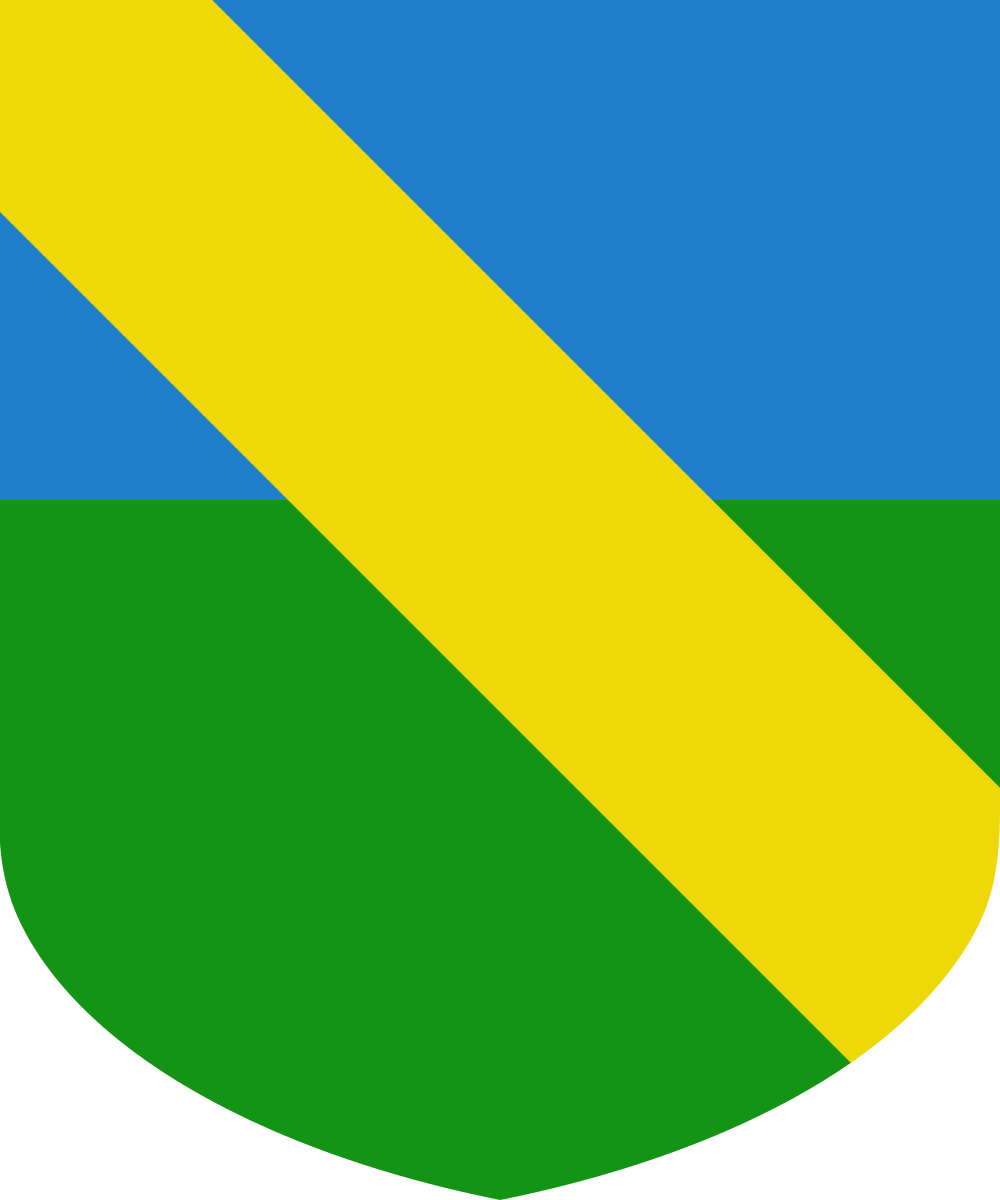
armes des Vallaresso

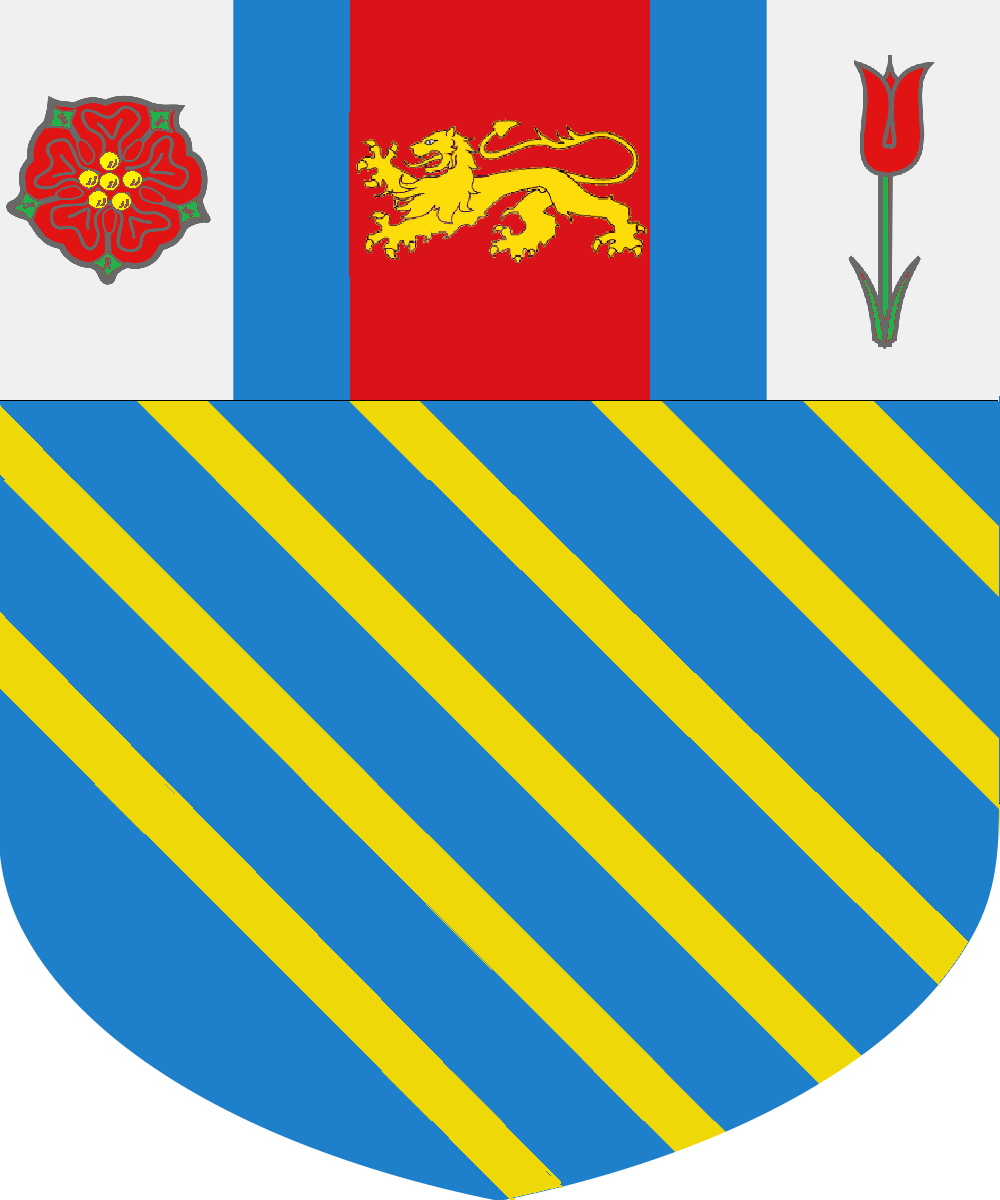
armes des Vallaresso

Les armes des Valaresso sont doubles :
- d'azur coupé de sinople avec une bande d'or ;
- d'azur avec cinq cotices d'or sous un chef tiercé en pal, le premier d'argent à une rose de gueules, le second de gueules à un lion d'or, le troisième d'argent à une tulipe de gueules.

## Demeures

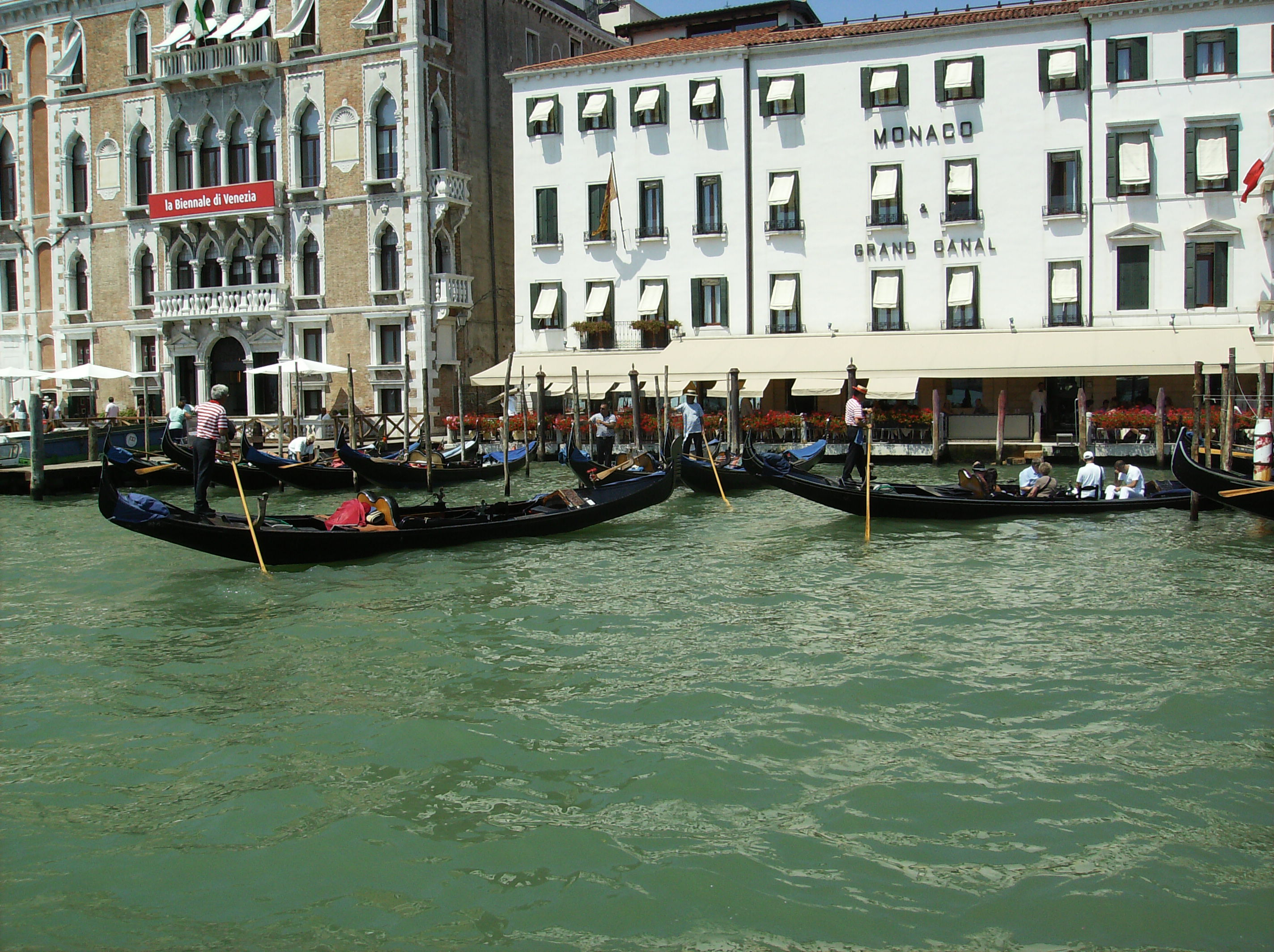
Le Palais Vallaresso Erizzo, devenu l'hôtel Monaco Gran Canal